# Josep Tomás
Josep Tomàs Torres (Barcelona, 11 de junio de 1968) es un periodista español.

## Biografía
Licenciado en Ciencias de la Información en Periodismo por la Facultad de Ciencias de la Comunicación de la Universidad Autónoma de Barcelona, ha realizado la mayor parte de su carrera en televisión. Empezó en diversos programas de TV3, pasando por cadenas de ámbito español como Antena 3 y Telecinco.
Es conocido por su colaboración en programas sobre sexo como ¿Me lo dices o me lo cuentas? (2002-2004) en Telemadrid, Dos rombos (2004-2005) en La 1 y Todos ahhh 100 —del que asumió también la dirección durante la tercera temporada del programa— (2006-2008) en La Sexta, todos producidos por El Terrat.Fruto de su experiencia, publicó El pene: El mejor amigo del hombre, ensayo humorístico sobre tabúes sexuales. 
Tras su salida de El Terrat entró en La Fábrica de la Tele, encargándose del arranque de Sálvame deluxe en Telecinco, como subdirector, durante el primer año del programa. En noviembre de 2010, abandona La Fábrica de la Tele para trabajar en Antena 3, pero abandona la cadena en enero de 2011 tras encargarle Telecinco a través de Magnolia, la dirección desde Madrid de las galas de Supervivientes con Jorge Javier Vázquez en plató. Esta edición de Supervivientes batió todas las marcas del programa hasta entonces, con un 27,8% de cuota de pantalla, obteniendo una audiencia de 4 473 000 espectadores y un 38,8% de share en la gala final. Después, durante el último tramo de 2011 dirige Acorralados en Telecinco, con Jorge Javier Vázquez y Raquel Sánchez Silva. El programa tuvo un comienzo tímido, pero acabó con una audiencia del 24,5% de cuota.
A principios de 2012 y hasta finales de 2014, dirigió el programa Hay una cosa que te quiero decir con Jorge Javier Vázquez en Telecinco, que fue cancelado por desgaste en sus datos de audiencia.
En 2014 se pone de nuevo al frente de la dirección de las galas de Supervivientes tras cerca de tres años fuera de emisión, debido a la crisis publicitaria. El programa regresó con unos datos de audiencia inferiores a la edición de 2011, pero recuperó aceptación en las seis siguientes ediciones.
En 2015, tras dirigir Pasaporte a la isla en Telecinco, abandona Magnolia y desde octubre de 2015 a mayo de 2024 es director del departamento de programas de Bulldog TV.
En 2016, la producción de Supervivientes pasó a Bulldog TV, pero Josep se mantuvo con Angelo Ferrari en la dirección consecutivamente hasta 2023. Paralelamente, desde 2017 a 2019, es director del programa Volverte a ver en Telecinco y en 2020 asumió la dirección de las dos primeras ediciones de La casa fuerte en Telecinco.
En 2024, la producción de Supervivientes pasa a Cuarzo Producciones —perteneciente a Banijay Group, propietaria de la franquicia de Survivor a nivel internacional— y es relevado por Raúl Prieto al frente de las galas del programa. Ese mismo año asumió la dirección de Bailando con las estrellas en Telecinco, con Jesús Vázquez y Valeria Mazza.

## Televisión
Programas
- Malalts de tele (1997-1999) en TV3. Como guionista.
- La columna (2000-2004) en TV3. Como guionista.
- 7 de notícies (2001) en TV3. Como guionista.
- Set de nit (2001) en TV3. Como guionista.

- ¿Me lo dices o me lo cuentas? (2002-2004) en Telemadrid. Como colaborador.
- Dos rombos (2004-2005) en La 1. Como colaborador.
- Todos ahhh 100 (2006-2008) en La Sexta. Como presentador y director.
- Sálvame deluxe (2009-2010) en Telecinco. Como subdirector.
- Supervivientes (2011-2023) en Telecinco. Como director desde Madrid.
- Acorralados (2011) en Telecinco. Como director desde Madrid.
- Hay una cosa que te quiero decir (2012-2014) en Telecinco. Como director.
- Volverte a ver (2017-2019) en Telecinco. Como director.
- La casa fuerte (2020) en Telecinco. Como director desde plató.
- Bailando con las estrellas (2024) en Telecinco. Como director.